# Letti
Con il titolo di Letti, titolo originale Beds, si intende una raccolta di articoli umoristici scritti dal comico statunitense Groucho Marx. 

## Il libro
Letti (Beds) nacque sulla base di una serie di articoli scritti da Groucho Marx e apparsi sulla rivista College Humor tra la fine del 1929 e l'inizio del 1930. La raccolta divenne un libro, pubblicato per la prima volta nell'autunno del 1930, che racchiude pezzi umoristici nei quali Groucho descrive scherzosamente il rapporto che la gente comune ha con il proprio letto, dissertando di sonno (e di problemi di insonnia) con eleganza e ironia, tra aneddoti e reminiscenze aubiografiche.
Il libro fu all'epoca un parziale insuccesso, con una sola tiratura, e l'edizione originale divenne negli anni seguenti un pezzo da collezione (Neanche io me la posso permettere, scrisse Groucho). La seconda edizione uscì solo quattro decenni più tardi, nel 1976.